# Stijf vergeet-mij-nietje
Het stijf vergeet-mij-nietje (Myosotis stricta) is een eenjarige plant die behoort tot de ruwbladigenfamilie (Boraginaceae). De soort staat op de Nederlandse Rode lijst van planten als zeldzaam en zeer sterk afgenomen. De plant komt van nature voor in Eurazië.
De plant wordt 5-25 cm hoog, vormt een bladrozet en heeft een rechtopstaande, dicht afstaande behaarde stengel. De bladeren zijn langwerpig met een stompe top. De middennerf van het blad is bij de voet aan de onderkant bezet met haakvormige haren. De onderste bladeren zijn kort gesteeld en de bovenste zittend.
Het stijf vergeet-mij-nietje bloeit in mei en juni met lichtblauwe, 1,5-2 mm grote bloemen. De vruchtstelen staan maximaal onder een hoek van 45° op de as van de bloeiwijze. De bloeiwijze is een schicht. De onderste bloemen hebben meestal een schutblad. De keelschubben in de bloemkroon zijn heldergeel. De vruchtkelk is langwerpig tot elliptisch en bezet met zowel korte, aangedrukte als lange, afstaande haren. Sommige haren zijn haakvormig gekromd.
De vrucht is een viertallige splitvrucht en heeft een zeer kort vruchtsteeltje.
De plant komt voor op droge, voedselarme grond tussen het gras, op rivierduintjes, in bermen en soms ook tussen het graan.

## Namen in andere talen
- Duits: Sand-Vergissmeinnicht
- Engels: Strict Forget-me-not, Eurasian Forget-me-not
- Frans: Myosotis raide